# Cymbiola rutila
Cymbiola rutila is een slakkensoort uit de familie van de Volutidae. De wetenschappelijke naam van de soort is voor het eerst geldig gepubliceerd in 1826 door Broderip.